# Liste der Stolpersteine in Obernkirchen
In der Liste der Stolpersteine in Obernkirchen werden die vorhandenen Gedenksteine aufgeführt, die im Rahmen des Projektes Stolpersteine des Künstlers Gunter Demnig bisher in Obernkirchen verlegt worden sind.

## Verlegte Stolpersteine
| Adresse                                       | Name                | Inschrift | Verlegedatum | Bild                                                                           | Anmerkung |
| --------------------------------------------- | ------------------- | --- | ------------ | ------------------------------------------------------------------------------ | --- |
| Ecke Bornemannstraße/ Strullstraße (Standort) | Bernhard Scheiberg  | Hier wohnte Bernhard Scheiberg Jg. 1879 1938 Synagogenwohnung Opfer des Pogroms unfreiwillig verzogen 1939 Bielefeld tot 17.2.1943 Krankenhaus Hamburg  | 6. Juni 2017 | Stolperstein Obernkirchen Ecke Bornemannstraße Strullstraße Bernhard Scheiberg | geboren am 14. Juli 1879 in Bückeburg Die Stolpersteine wurden am Gedenkstein für die ehemalige Synagoge verlegt. |
| Ecke Bornemannstraße/ Strullstraße (Standort) | Meta Scheiberg      | Hier wohnte Meta Scheiberg geb. Frank Jg. 1877 1938 Synagogenwohnung Opfer des Pogroms unfreiwillig verzogen 1939 Bielefeld tot 22.9.1940               | 6. Juni 2017 | Stolperstein Obernkirchen Ecke Bornemannstraße Strullstraße Meta Scheiberg     | |
| Friedrich-Ebert-Straße 9 (Standort)           | Frommet Lion        | Hier wohnte Frommet 'Fanny' Lion geb. Heinemann Jg. 1854 Zwangsumzug 1941 'Judenhaus' tot 9.5.1942                                                      | 1. Okt. 2016 | Stolperstein Obernkirchen Friedrich-Ebert-Straße 9 Frommet Lion                | |
| Kirchplatz 2 (Standort)                       | Leopold Lion        | Hier wohnte Leopold Lion Jg. 1880 'Schutzhaft' 1938 Buchenwald Flucht 1939 Neuseeland                                                                   | 1. Juli 2015 | Stolperstein Obernkirchen Kirchplatz 2 Leopold Lion                            | |
| Kirchplatz 2 (Standort)                       | Karola Lion         | Hier wohnte Karola Lion geb. Adler Jg. 1891 Flucht 1939 Neuseeland                                                                                      | 1. Juli 2015 | Stolperstein Obernkirchen Kirchplatz 2 Karola Lion                             | |
| Kirchplatz 2 (Standort)                       | Ernst Lion          | Hier wohnte Ernst Lion Jg. 1912 Flucht 1938 Neuseeland                                                                                                  | 1. Juli 2015 | Stolperstein Obernkirchen Kirchplatz 2 Ernst Lion                              | |
| Kirchplatz 2 (Standort)                       | Ursula Lion         | Hier wohnte Ursula Lion Jg. 1920 Flucht 1939 Neuseeland                                                                                                 | 1. Juli 2015 | Stolperstein Obernkirchen Kirchplatz 2 Ursula Lion                             | |
| Lange Straße 9 (Standort)                     | Paul Adler          | Hier wohnte Paul Adler Jg. 1892 'Schutzhaft' 1938 Buchenwald Flucht 1940 USA                                                                            | 1. Juli 2015 | Stolperstein Obernkirchen Lange Straße 9 Paul Adler                            | |
| Lange Straße 9 (Standort)                     | Gertrud Adler       | Hier wohnte Gertrud Adler geb. Philippsohn Jg. 1898 Flucht 1940 USA                                                                                     | 1. Juli 2015 | Stolperstein Obernkirchen Lange Straße 9 Gertrud Adler                         | |
| Lange Straße 9 (Standort)                     | Erich Adler         | Hier wohnte Erich Adler Jg. 1923 'Schutzhaft' 1938 Buchenwald Flucht 1940 USA                                                                           | 1. Juli 2015 | Stolperstein Obernkirchen Lange Straße 9 Erich Adler                           | |
| Lange Straße 9 (Standort)                     | Philipp Adler       | Hier wohnte Philipp Adler Jg. 1888 Flucht 1938 Neuseeland                                                                                               | 1. Okt. 2016 | Stolperstein Obernkirchen Lange Straße 9 Philipp Adler                         | |
| Lange Straße 9 (Standort)                     | Ruth Adler          | Ruth Adler verh. Filler Jg. 1929 Flucht 1938 Neuseeland                                                                                                 | 1. Okt. 2016 | Stolperstein Obernkirchen Lange Straße 9 Ruth Adler                            | |
| Lange Straße 19 (Standort)                    | Betty Adler         | Hier wohnte Betty Adler geb. Doernberg Jg. 1868 Flucht 1939 Neuseeland                                                                                  | 1. Okt. 2016 | Stolperstein Obernkirchen Lange Straße 19 Betty Adler                          | |
| Lange Straße 19 (Standort)                    | Kurt Adler          | Hier wohnte Kurt Adler Jg. 1905 Flucht 1903 Holland 1937 Palästina                                                                                      | 6. Juni 2017 | Stolperstein Obernkirchen Lange Straße 19 Kurt Adler                           | |
| Lange Straße 19 (Standort)                    | Wolfgang Adler      | Hier wohnte Wolfgang Adler Jg. 1932 Flucht 1935 USA | 6. Juni 2017 | Stolperstein Obernkirchen Lange Straße 19 Wolfgang Adler                       | |
| Lange Straße 19 (Standort)                    | Alice Adler         | Hier wohnte Alice Adler geb. Meyer Jg. 1908 Flucht 1935 USA                                                                                             | 6. Juni 2017 | Stolperstein Obernkirchen Lange Straße 19 Alice Adler                          | |
| Lange Straße 19 (Standort)                    | Alfred Adler        | Hier wohnte und arbeitete Alfred Adler Jg. 1897 Zwangsversteigerung des Geschäftes 1933 Flucht 1935 USA                                                 | 6. Juni 2017 | Stolperstein Obernkirchen Lange Straße 19 Alfred Adler                         | |
| Lange Straße 22 (Standort)                    | Elias Lion          | Hier wohnte Elias Lion Jg. 1878 'Schutzhaft' 1939 Buchenwald Zwangsumzug 1939 'Judenhaus' interniert 1942 Hannover-Ahlem tot 1.6.1942 Obernkirchen      | 1. Juli 2015 | Stolperstein Obernkirchen Lange Straße 22 Elias Lion                           | |
| Lange Straße 22 (Standort)                    | Anna Lion           | Hier wohnte Anna Lion geb. Bloch Jg. 1892 Zwangsumzug 1939 'Judenhaus' deportiert 1942 Theresienstadt ermordet 3.5.1943                                 | 1. Juli 2015 | Stolperstein Obernkirchen Lange Straße 22 Anna Lion                            | geboren am 24. Februar 1892 in Eldagsen                                                                           |
| Lange Straße 22 (Standort)                    | Johanna Bloch       | Hier wohnte Johanna Bloch Jg. 1859 Zwangsumzug 1939 'Judenhaus' gedemütigt/entrechtet tot 21.4.1940                                                     | 1. Juli 2015 | Stolperstein Obernkirchen Lange Straße 22 Johanna Bloch                        | |
| Lange Straße 22 (Standort)                    | Ruth Lion           | Hier wohnte Ruth Lion Jg. 1919 deportiert 1942 Theresienstadt 1944 Auschwitz ermordet in Bergen-Belsen                                                  | 1. Juli 2015 | Stolperstein Obernkirchen Lange Straße 22 Ruth Lion                            | geboren am 10. Juni 1919 in Obernkirchen                                                                          |
| Lange Straße 22 (Standort)                    | Edith Lion          | Hier wohnte Edith Lion Jg. 1920 deportiert 1942 Theresienstadt 1944 Auschwitz ermordet in Bergen-Belsen                                                 | 1. Juli 2015 | Stolperstein Obernkirchen Lange Straße 22 Edith Lion                           | geboren am 3. November 1920 in Obernkirchen                                                                       |
| Lange Straße 25 (Standort)                    | Wolrad Marc         | Hier wohnte Dr. Wolrad Marc Jg. 1888 Approbation entzogen Flucht in den Tod 18.2.1935                                                                   | 6. Juni 2017 | Stolperstein Obernkirchen Lange Straße 25 Dr. Wolrad Marc                      | |
| Lange Straße 26 (Standort)                    | Helene Düring       | Hier wohnte Helene Düring geb. Stern Jg. 1852 Zwangsumzug 1940 'Judenhaus' tot 19.9.1940                                                                | 1. Okt. 2016 | Stolperstein Obernkirchen Lange Straße 26 Helene Düring                        | |
| Lange Straße 50 (Standort)                    | Rolf Selowsky       | Hier wohnte Dr. Rolf Selowsky Jg. 1930 Schulverweis 1942 Zwangsarbeitslager 1944 Unterweissbach/TH befreit                                              | 6. Juni 2017 | Stolperstein Obernkirchen Lange Straße 50 Rolf Selowsky                        | |
| Lange Straße 50 (Standort)                    | Rosi Selowsky       | Hier wohnte Rosi Selowsky verh. Händel Jg. 1936 mit Hilfe überlebt                                                                                      | 6. Juni 2017 | Stolperstein Obernkirchen Lange Straße 50 Rosi Selowsky                        | |
| Lange Straße 50 (Standort)                    | Anna Selowsky       | Hier wohnte Anna Selowsky geb. Achilles Jg. 1905 gedemütigt/entrechtet mit Hilfe überlebt                                                               | 6. Juni 2017 | Stolperstein Obernkirchen Lange Straße 50 Anna Selowsky                        | |
| Lange Straße 50 (Standort)                    | Gottfried Selowsky  | Hier wohnte Gottfried Selowsky Jg. 1907 'Schutzhaft' 1933 Buchenwald Zwangsarbeit deportiert Feb. 1945 Theresienstadt befreit                           | 6. Juni 2017 | Stolperstein Obernkirchen Lange Straße 50 Gottfried Selowsky                   | |
| Maschstraße 9 (Standort)                      | Rosa Leeser         | Hier wohnte Rosa Leeser geb. Heine Jg. 1895 Flucht 1939 Bolivien                                                                                        | 6. Juni 2017 | Stolperstein Obernkirchen Maschstraße 9 Rosa Leeser                            | |
| Maschstraße 9 (Standort)                      | Louis Leeser        | Hier wohnte Louis Leeser Jg. 1882 Schicksal unbekannt                                                                                                   | 6. Juni 2017 | Stolperstein Obernkirchen Maschstraße 9 Louis Leeser                           | |
| Maschstraße 9 (Standort)                      | Heinz Leeser        | Hier wohnte Heinz Leeser Jg. 1921 Schulverweis 1938 Flucht 1938 Argentinien                                                                             | 6. Juni 2017 | Stolperstein Obernkirchen Maschstraße 9 Heinz Leeser                           | |
| Maschstraße 9 (Standort)                      | Erna Leeser         | Hier wohnte Erna Leeser geb. Meyersberg Jh. 1891 Flucht 1939 Bolivien                                                                                   | 6. Juni 2017 | Stolperstein Obernkirchen Maschstraße 9 Erna Leeser                            | |
| Maschstraße 9 (Standort)                      | Albert Leeser       | Hier wohnte Albert Leeser Jg. 1888 'Schutzhaft' 1938 Polizei Stadthagen Flucht 1939 Bolivien                                                            | 6. Juni 2017 | Stolperstein Obernkirchen Maschstraße 9 Albert Leeser                          | |
| Neumarktstraße 23 (Standort)                  | Jacob Steinberg     | Hier wohnte Jacob Steinberg Jg. 1872 'Schutzhaft' 1938 Buchenwald Zwangsumzug 1939 'Judenhaus' tot 18.2.1942                                            | 1. Okt. 2016 | Stolperstein Obernkirchen Neumarktstraße 23 Jacob Steinberg                    | |
| Neumarktstraße 23 (Standort)                  | Rosa Steinberg      | Hier wohnte Rosa Steinberg geb. Stern Jg. 1881 deportiert 1942 Zwangsarbeitslager Trawniki Ghetto Warschau ermordet                                     | 1. Okt. 2016 | Stolperstein Obernkirchen Neumarktstraße 23 Rosa Steinberg                     | geboren am 6. September 1881 in Obernkirchen                                                                      |
| Neumarktstraße 23 (Standort)                  | Lucie Stern         | Hier wohnte Lucie Stern geb. Doctor Jg. 1901 deportiert 1942 Theresienstadt ermordet 6.4.1943                                                           | 1. Okt. 2016 | Stolperstein Obernkirchen Neumarktstraße 23 Lucie Stern                        | geboren am 29. August 1901 in Bruchsal                                                                            |
| Neumarktstraße 23 (Standort)                  | Hannelore Stern     | Hier wohnte Hannelore Stern verh. Lorraine Erlanger Jg. 1929 deportiert 1942 Theresienstadt 1944 Auschwitz-Birkenau Bergen-Belsen befreit               | 1. Okt. 2016 | Stolperstein Obernkirchen Neumarktstraße 23 Hannelore Stern                    | |
| Neumarktstraße 23 (Standort)                  | Bendix Stern        | Hier wohnte Bendix 'Benno' Stern Jg. 1883 'Schutzhaft' 1938 Buchenwald deportiert 1942 Theresienstadt 1944 Auschwitz ermordet                           | 1. Okt. 2016 | Stolperstein Obernkirchen Neumarktstraße 23 Bendix Stern                       | geboren am 19. April 1883 in Obernkirchen                                                                         |
| Rintelner Straße 14 (Standort)                | Moritz Schönfeld    | Hier wohnte Moritz Schönfeld Jg. 1873 'Schutzhaft' 1933 Polizei Obernkirchen kritische Äusserungen 'Schutzhaft' 1938 Buchenwald Flucht 1940 Argentinien | 1. Okt. 2016 | Stolperstein Obernkirchen Rintelner Straße 14 Moritz Schönfeld                 | |
| Rintelner Straße 14 (Standort)                | Recha Schönfeld     | Hier wohnte Recha Schönfeld geb. Hahn Jg. 1882 Flucht 1940 Argentinien                                                                                  | 1. Okt. 2016 | Stolperstein Obernkirchen Rintelner Straße 14 Recha Schönfeld                  | |
| Rintelner Straße 14 (Standort)                | Irmgard Schönfeld   | Hier wohnte Irmgard Schönfeld Jg. 1906 Flucht 1937 USA                                                                                                  | 1. Okt. 2016 | Stolperstein Obernkirchen Rintelner Straße 14 Irmgard Schönfeld                | |
| Rintelner Straße 14 (Standort)                | Alfred Schönfeld    | Hier wohnte Alfred Schönfeld Jg. 1907 Flucht 1938 USA                                                                                                   | 1. Okt. 2016 | Stolperstein Obernkirchen Rintelner Straße 14 Alfred Schönfeld                 | |
| Rintelner Straße 14 (Standort)                | Erna Schönfeld      | Hier wohnte Erna Schönfeld Jg. 1911 Flucht 1938 Argentinien                                                                                             | 1. Okt. 2016 | Stolperstein Obernkirchen Rintelner Straße 14 Erna Schönfeld                   | |
| Schluke 3 (Standort)                          | Fanny Philippsohn   | Hier wohnte Fanny Philippsohn geb. Heilbronn Jg. 1873 Flucht 1940 USA                                                                                   | 1. Okt. 2016 | Stolperstein Obernkirchen Schluke 3 Fanny Philippsohn                          | |
| Sülbecker Weg 19 (Standort)                   | Max Schönfeld       | Hier wohnte Max Schönfeld Jg. 1889 'Schutzhaft' 1938 Buchenwald Zwangsumzug 'Judenhaus' deportiert 1941 Riga ermordet                                   | 1. Juli 2015 | Stolperstein Obernkirchen Sülbecker Weg 19 Max Schönfeld                       | geboren am 20. Juli 1889 in Rösehöfe                                                                              |
| Sülbecker Weg 19 (Standort)                   | Frieda Schönfeld    | Hier wohnte Frieda Schönfeld geb. Herzberg Jg. 1892 deportiert 1941 Riga 1944 Stutthof ermordet                                                         | 1. Juli 2015 | Stolperstein Obernkirchen Sülbecker Weg 19 Frieda Schönfeld geb. Herzberg      | geboren am 18. Mai 1892 in Uthlede                                                                                |
| Sülbecker Weg 19 (Standort)                   | Lydia Schönfeld     | Hier wohnte Lydia Schönfeld Jg. 1922 deportiert 1941 Riga 1944 Stutthof ermordet                                                                        | 1. Juli 2015 | Stolperstein Obernkirchen Sülbecker Weg 19 Lydia Schönfeld                     | geboren am 6. Juli 1922 in Rösehöfe                                                                               |
| Sülbecker Weg 19 (Standort)                   | Martin Schönfeld    | Hier wohnte Martin Schönfeld Jg. 1891 Flucht 1937 Argentinien                                                                                           | 1. Juli 2015 | Stolperstein Obernkirchen Sülbecker Weg 19 Martin Schönfeld                    | |
| Sülbecker Weg 19 (Standort)                   | Frieda Schönfeld    | Hier wohnte Frieda Schönfeld geb. Hammerschlag Jg. 1892 Flucht 1937 Argentinien                                                                         | 1. Juli 2015 | Stolperstein Obernkirchen Sülbecker Weg 19 Frieda Schönfeld geb Hammerschlag   | |
| Sülbecker Weg 19 (Standort)                   | Manfred Schönfeld   | Hier wohnte Manfred Schönfeld Jg. 1930 Flucht 1937 Argentinien                                                                                          | 1. Juli 2015 | Stolperstein Obernkirchen Sülbecker Weg 19 Manfred Schönfeld                   | |
| Vehlener Str. 61 (Standort)                   | Mathilde Meyersberg | Hier wohnte Mathilde Meyersberg geb. Lilienfeld Jg. 1863 enteignet 1940 deportiert 1942 Theresienstadt ermordet 6.8.1942                                | 6. Juni 2017 | Stolperstein Obernkirchen Vehlener Straße 61 Mathilde Meyersberg               | geboren am 4. Januar 1863 in Sülbeck                                                                              |
| Vehlener Str. 61 (Standort)                   | Joseph Meyersberg   | Hier wohnte Dr. Joseph Meyersberg Jg. 1890 Berufsverbot 1938 'Schutzhaft' 1938 Polizei Stadthagen deportiert 1942 Izbica ermordet                       | 6. Juni 2017 | Stolperstein Obernkirchen Vehlener Straße 61 Joseph Meyersberg                 | geboren am 30. Juli 1890 in Vehlen                                                                                |